# Volker Gallé
Volker Gallé (* 3. Mai 1955 in Alzey) ist ein deutscher Mundartautor und -liedermacher.

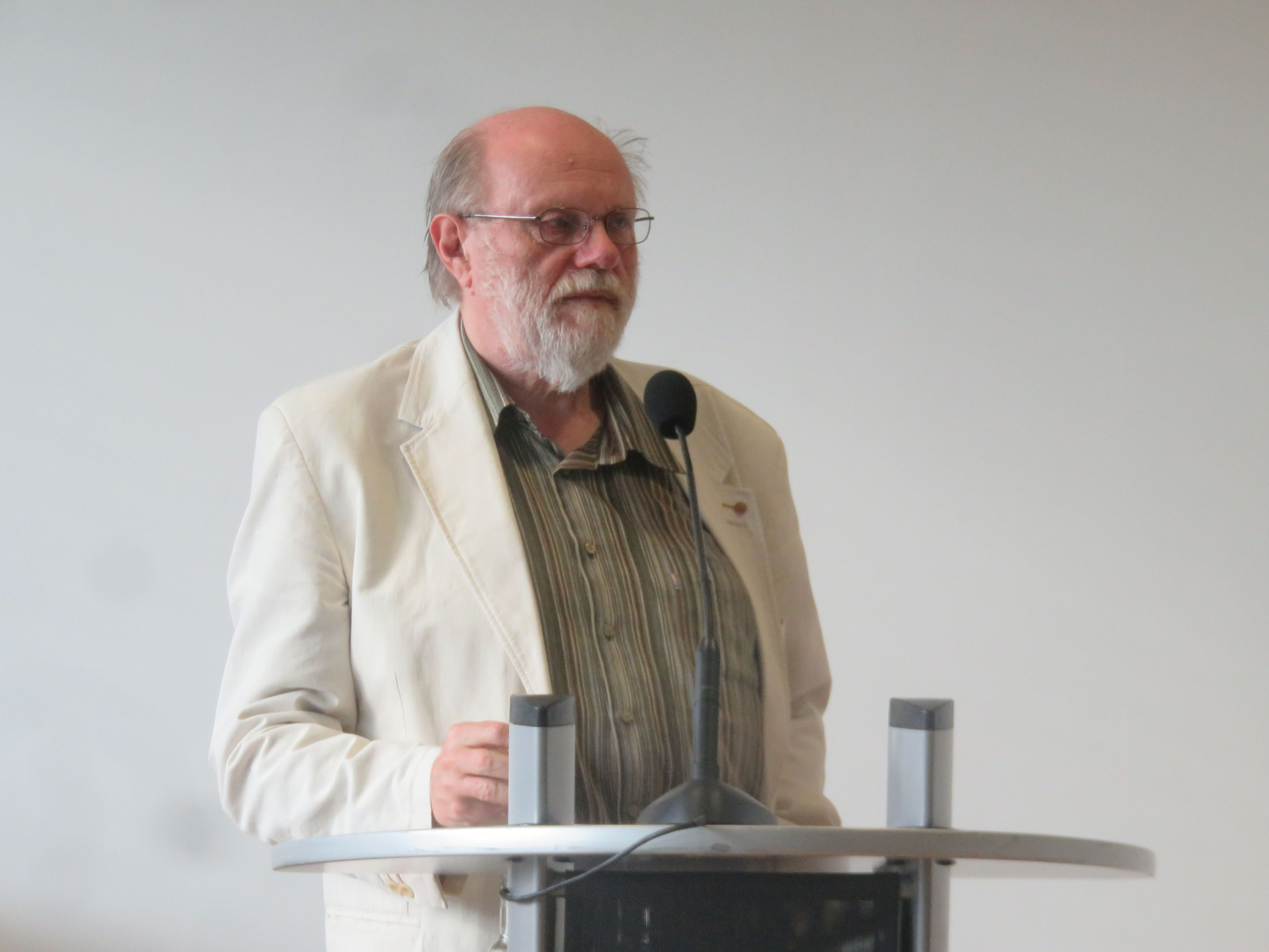
Volker Gallé (2021)

## Leben
Nach dem Abitur am Gymnasium an der Frankenstraße in Alzey studierte Gallé in Mainz Germanistik, Philosophie und Ethnologie. Das Studium schloss er 1980 als M.A. ab. Anschließend arbeitete er als Musiklehrer und Musiktherapeut und war journalistisch und im Bereich Kulturmanagement tätig. Im Auftrag der Stadt Worms erarbeitete er 1998 das Konzept für die Nibelungenfestspiele. 2004 wurde er in Worms als städtischer Kulturkoordinator eingestellt; sein Verantwortungsbereich umfasst die Abstimmung der verschiedenen kommunalen und privaten Aktivitäten in Worms, die Durchführung eigener Veranstaltungen und die Kulturentwicklungsplanung.
Seit seiner Jugend verfasst und vertont Gallé literarische Texte, zumeist in rheinhessischer Mundart. In unterschiedlichen Folk-Formationen hat er mehrere CDs eingespielt. Daneben traten um 1980 Buchveröffentlichungen, zunächst Poesie und Erzählungen, später auch Reiseführer und regionalgeschichtliche Publikationen. 1993 wurde sein Theaterstück Jakobinischer Bilderbogen in den Mainzer Kammerspielen aufgeführt.
Ehrenamtlich ist Gallé Vorsitzender der Nibelungenliedgesellschaft in Worms und stellvertretender Vorsitzender des Fördervereins „Projekt Osthofen“.
Gallé erhielt 2014 für seine Tätigkeit im Förderverein „Projekt Osthofen“ und seinen Einsatz gegen Rechtsextremismus den Jakob-Steffan-Preis des Vereins „Rheinhessen gegen Rechts“. Im selben Jahr wurde er für seine Verdienste um den rheinhessischen Dialekt mit dem „Preis der Emichsburg“ des Pfälzischen Mundartdichterwettstreits geehrt. 2015 wurde er für sein kulturelles Engagement und die Gedenkstättenarbeit mit dem Verdienstkreuz am Bande des Verdienstordens der Bundesrepublik Deutschland ausgezeichnet.
Gallé gehört zu den geistigen Initiativvätern des Jubiläumsjahres 2016: „200 Jahre Rheinhessen“.

## Werke (Auswahl)

### Bücher
- neben mir mein herz, gedichte (2025)
- Worms – Stadt der Geschichten (2021)
- Rheinhessen – Himmel und Erde (2015)
- Fritz von Dalberg: Vom Erfinden und Bilden (2012)
- flügelschlag des raben. gedichte (2010)
- Kunstreiseführer Rheinhessen. Kultur und Geschichte im Hügelland zwischen Worms und Bingen, Alzey und Mainz. 4. Auflage. Leinpfad Verlag, Ingelheim 2010, ISBN 978-3-942291-03-3.
- rhein.hessen.blues. 75 poetische Texte (2008)
- Alzeyer Köpfe (2007)
- Gallés rheinhessische Hauspostille. Landschaftsbeschreibungen (2005)
- C’est la Vieh. Barbarische Glossolalien aus Französisch-Mayenaisien (2001)
- Das war das 20. Jahrhundert in Worms (2000)
- Oberrheinische Freiheitsbäume. Politisch-kultureller Reiseführer (1999)
- Alzey. Fotografische Geschichte einer rheinhessischen Kleinstadt (1998)
- Der Wonnegau (1997)
- Stadtbilder aus Alzey (1995)
- Geheimnisvolles Rheinland-Pfalz (1995)
- Worms wie es früher war (1994)
- Kindergedichte (1980)
- Bewegungen. 50 Gedichte (1979)

### Tonträger
- Nibelungenblues (2002; Hörbuch)
- Fromaasch on voyage. Mundartdada, Jazz und Weltmusik (2001)
- Sprachétrangerie. Texte und Lieder in Mundart (1999)
- Die Achtundvierziger oder Johann Balthasar Schnitts endliche Reise zu den vorgelagerten Inseln der Freiheit (1998)
- De Wind hott kaan Hass. Mundartchansons (1997)